# Andreas Vindheim
Pour les articles homonymes, voir Vindheim.
Andreas Vindheim, né le 4 août 1995, est un footballeur international norvégien. Il évolue au poste d'arrière droit avec le club du FK Teplice, en prêt du Sparta Prague.

## Biographie
Vindheim naît à Bergen. Il commence sa carrière au club local du SK Brann et fait des apparitions en Coupe en 2012 et 2013. Vindheim fait ses débuts en championnat pour le SK Brann, le 4 mai 2014, lors d'un match contre l'IK Start. Au total, il dispute 22 matches de championnat lors de la saison 2014, inscrivant deux buts.
Le 11 mars 2015, il signe un contrat de quatre ans avec le champion de Suède, le Malmö FF. Il devient le troisième joueur norvégien à signer au Malmö FF.

## Palmarès
Malmö FF
- Champion de Suède
  - Champion : 2016 et 2017

 Schalke 04
- Championnat d'Allemagne de D2
  - Champion : 2022